# Donn Eisele
Donn Fulton Eisele (23. června 1930, Columbus, Ohio, USA – 2. prosince 1987, Tokio, Japonsko) byl americký vojenský letec a astronaut z Apolla 7. V kosmu byl jednou.

## Život

### Mládí a výcvik
Po skončení druhé světové války bylo Eiselemu právě 15 let. Napřed se rozhodl ke studiu na námořní akademii v Annapolisu (United States Naval Academy) a hned poté navázal školou pro zkušební piloty na Edwardsově základně. Pak sloužil v Novém Mexiku na základně Kirtland a postupně zvyšoval své schopnosti letce. Pak se rozhodl ke studiu na technologickém institutu vojenského letectva. V roce 1964 se z Kirtlandu odstěhoval do Houstonu a vstoupil do týmu připravujících se astronautů. Podílel se také na kontrolách výroby raketové techniky u výrobců. U NASA byl napřed zařazen do posádky AS-206, po zrušení letu se po čase objevil na listině pro Apollo 7.

### Let do vesmíru
Kosmická loď Apollo 7 s Eiselem na palubě odstartovala na podzim 1968 z kosmodromu na mysu Canaveral. Měl zde funkci pilota velitelské sekce. Na palubě byli s ním astronauti Wally Schirra a Walter Cunningham. Během 163 obletů Země zkoušeli nové typy skafandrů i raketových motorů. Přistáli po 260 hodinách pobytu na oběžné dráze Země na hladině Atlantského oceánu.
- Apollo 7 (11. října 1968 – 22. října 1968)

### Po skončení letu
Byl jmenován do záložní posádky letu Apollo 10. V červnu 1970 tým astronautů opustil, u NASA však zůstal v jejich výzkumném středisku ve městě Hampton ve Virginii. Odtud, a také z armády, odešel v roce 1972. Pak se stal ředitelem Mírových sborů v Thajsku. V roce 1978 byl manažerem společnosti Marion Power Showel ve Williamsburgu ve Virginii. Se svou manželkou Susan se rozvedl.

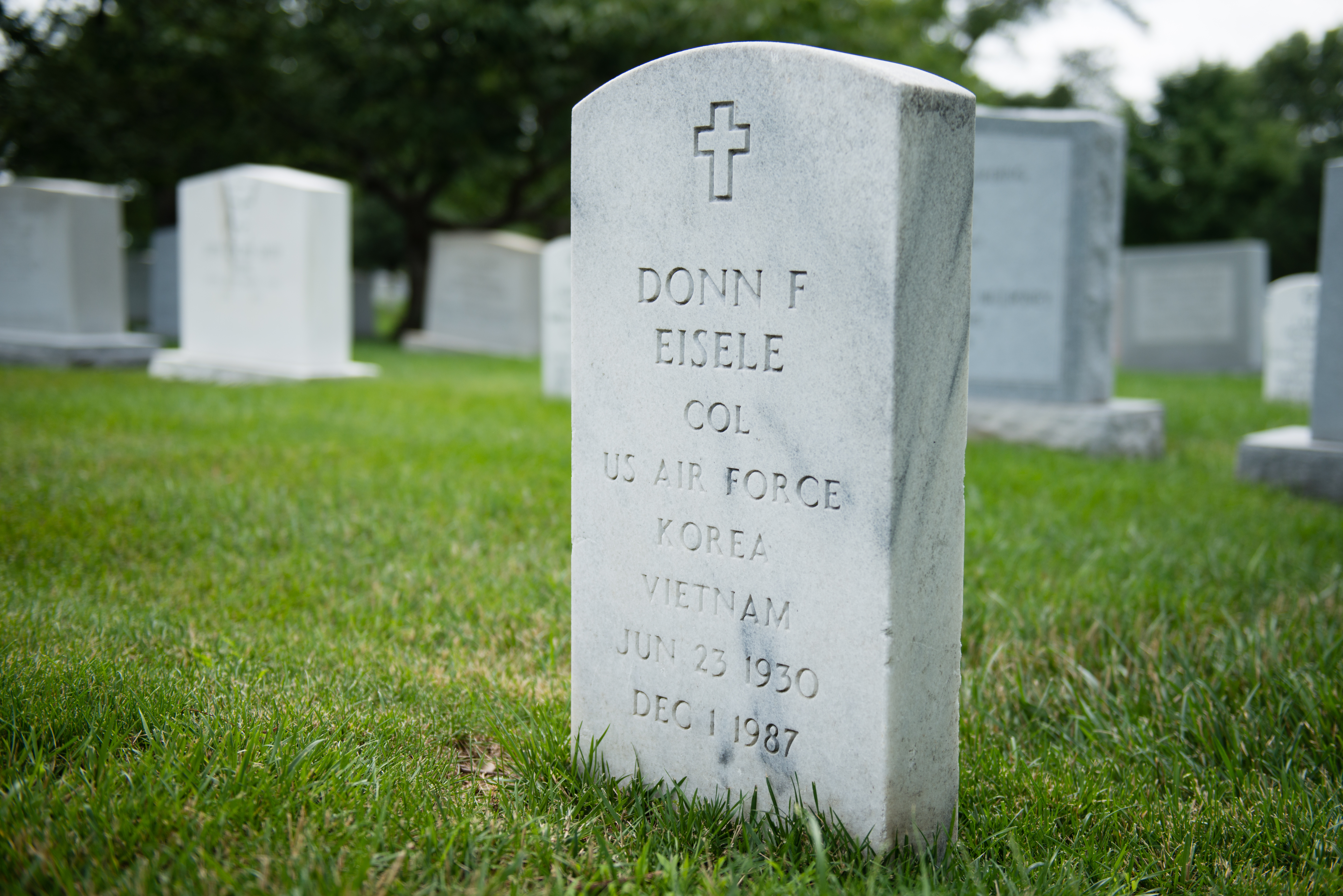
Hrob Donna Fultona Eiseleho

 Zemřel ve věku 57 let na infarkt v Tokiu, když zde byl za obchodem. V Japonsku byl zpopelněn a ostatky uloženy na Arlingtonském národním hřbitově s vojenskými poctami.